# Ядерна енергетика Естонії
У 2009 році Рійгікогу (парламент Естонії) затвердив Національний план розвитку енергетичного сектору до 2020 року, передбачаючи необхідність навчання спеціалістів і прийняття відповідного законодавства до 2012 року, яке буде необхідним, якщо Естонія здійснить будівництво атомної станції.
У лютому 2011 року уряд Естонії схвалив будівництво атомної електростанції до 2023 року. Тим часом планується збільшення виробництва сланцевих електростанцій за рахунок реконструкції додаткових блоків радянських електростанцій. Однак у довгостроковій перспективі планується примусове зниження частки горючих сланців в енерговиробництві країни, а атомна електростанція витіснить горючі сланці з його екологічними наслідками.
Острови Пакрі були названі одним із 6 потенційних місць для реактора; однак на цьому ранньому етапі вони залишаються лише припущеннями.
У 2024 році Рійгікогу прийняв постанову про підтримку впровадження ядерної енергетики в країні, що відкриває шлях для створення необхідної законодавчої та нормативної бази. Країна активно вивчає атомну енергетику як потенційне рішення, зосереджуючись на малих модульних реакторах (SMR), які могли б добре відповідати енергетичним потребам та інфраструктурі Естонії.

## Зовнішні посилання
- Fermi Energia kicks off SMR site selection process